# Feuillanterne
 For alternative betydninger, se Feuillanterne (flertydig). (Se også artikler, som begynder med Feuillanterne)
Feuillanter var en betegnelse om medlemmerne af en fransk politisk klub under den Den Franske Revolution.
Da Jakobinerklubben, som i begyndelsen omfattede de fleste afskygninger af den ny tids mænd, efter Kongens flugt og tilbagekomst i 1791 erobredes af de radikalt revolutionære, trådte en stor del medlemmer af Nationalforsamlingen ud af klubben og stiftede 16. juli 1791 en ny, Les amis de la Constitution ("Forfatningens venner"), som de selv kaldte sig, eller Feuillanternes klub, som det øvrige Paris kaldte dem, fordi deres lokale var i Feuillant munkenes tidligere kloster i St. Honoré-gaden, ved Vendôme-Pladsen. ("Feuillanternes terrasse" ud mod Tuileries-haven var en promenade, hvor pariserlivet, ikke mindst det politiske, pulserede stærkt). 
Det var ikke helt let at blive medlem af Feuillanternes klub. Kontingentet var med vilje sat højt, og der vragedes stærkt. Det lykkedes dog den unge danske historiker Frederik Sneedorff, der var i Paris under sin lange Europa-rejse, som det eneste ikke-franske medlem, at blive optaget. Ved klubbens opløsning talte den 841 medlemmer. Blandt dens ledende mænd kan man nævne Antoine Barnave, La Fayette, Vaublanc, Bernard Germain de Lacépède, og Alexandre de Lameth. 
Klubben repræsenterede midten, og søgte således at gøre front både mod reaktionen og mod yderligere revolution, men da den gamle tids mænd snart helt trådte tilbage, kom Feuillanterne til at stå som det egentlige højre. Få dage efter tronens fald 10. august opløste den ny revolutionære kommune selskabet, lod dets papirer beslaglægge og en liste over samtlige medlemmer offentliggøre som for at udpege dem som ofre for "folkets" vrede.